# 지방도 제1025호선
지방도 제1025호선(범서~두서선)은 경상남도 울산시 울주구 범서면과 두서면을 잇는 경상남도의 지방도였다.
1995년 도로현황조서까지는 무거~두서선으로 기록되어있고, 남구 무거동~범서읍 구간은 국도 제24호선과의 중복구간으로 되어있다. 울산시가 광역시로 승격하면서 1998년부터 지방도 지정이 해제되었고, 현재 범서읍~두동면소재지 구간은 울주군도 제31호선, 두동면소재지~두서면 구간은 울주군도 제28호선이 되었다.
지금도 국도 제35호선과 울주군도 제28호선이 교차하는 두동사거리의 도로이정표에는 지방도 제1025호선으로 표기되어 있다.

## 주요 경유지
- 울산시
  - 남구
    - 무거동

  - 울주구
    - 범서읍 - 두동면 - 두서면